# Gondoharum (Pagerruyung)
Gondoharum is een bestuurslaag in het regentschap Kendal van de provincie Midden-Java, Indonesië. Gondoharum telt 2092 inwoners (volkstelling 2010).